# ياب إدين
ياب إدين (بالهولندية: Jaap Eden)‏ (و. 1873 – 1925 م) هو لاعب كرة قدم، ومتزلج سريع، ودراج على المضمار، وراكب دراجة هوائية، ولاعب باندي ‏ هولندي، ولد في خرونينغن، توفي في هارلم، عن عمر يناهز 52 عاماً.

## روابط خارجية
- ياب إدين على موقع أرشيف الدراجات (الإنجليزية)
- ياب إدين على موقع إحصائيات الدراجات الإحترافية (الإنجليزية)
- ياب إدين على موقع SpeedSkatingBase.eu (الإنجليزية)
- ياب إدين على موقع SpeedSkatingNews.info (الإنجليزية)
- ياب إدين على موقع SpeedSkatingStats.com (الإنجليزية)
- ياب إدين على موقع أوليمبيديا (الإنجليزية)